# Anastrophyllum nigrescens
Anastrophyllum nigrescens là một loài rêu trong họ Anastrophyllaceae. Loài này được Mitt. Stephani mô tả khoa học đầu tiên năm 1893.